# Radonjići (Pale)
Pour les articles homonymes, voir Radonjići.
Radonjići (en serbe cyrillique : Радоњићи) est un village de Bosnie-Herzégovine. Il est situé sur le territoire de la ville d'Istočno Sarajevo, dans la municipalité de Pale et dans la république serbe de Bosnie. Selon les premiers résultats du recensement bosnien de 2013, il compte 66 habitants.

## Géographie
Le village est situé à l'ouest de Pale, au bord de la rivière Miljacka, un affluent de la Bosna.

## Démographie

### Évolution historique de la population dans la localité
| 1948 | 1953 | 1961 | 1971 | 1981 | 1991 | 2013 |
| ---- | ---- | ---- | ---- | ---- | ---- | ---- |
| -    | -    | 71   | 54   | 31   | 38   | 66   |

|  |